# Кагач (річка, Одеська область)
Кагач (також відома як Фонтанка) — мала річка в Україні в межах Білгород-Дністровського району Одеської області. Права притока річки Когильник.

## Опис
Довжина річки 29,5 км, похил річки — 2,6 м/км, ширина — 1-10 м, глибина — 0,1-1,2 м. Формується з багатьох безіменних струмків та водойм. Площа басейну 108 км². Річка має порівняно високий вміст фтору у поверхневих водах — до 0,73 мг/л. На схилах долин річки активно розвинений карст.
Витік річки знаходиться на північний-захід від міста Татарбунари між селами Нова Олексіївка та Дельжилер. Русло перетинає одна гребля, яка утворює однойменне водосховище площею 125 га. Заплави річки покриваються глиняно-піщаними нанесеннями і швидко замулюються. Через це створений у 1952 році на території міста Татарбунари став проіснував усього 6 років.

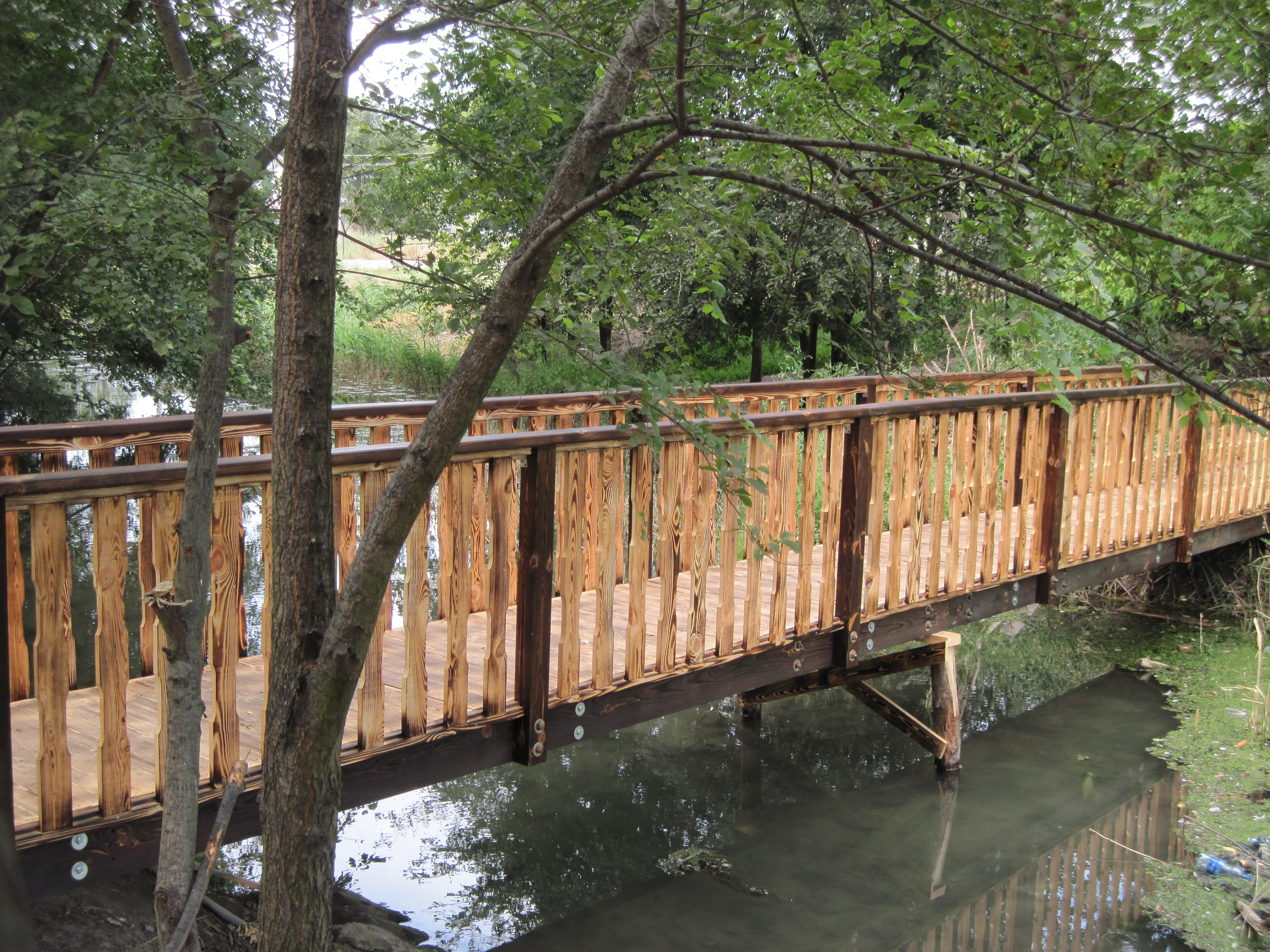
Місток через невеликий рукав річки Кагач в місті Татарбунари.

В центральній частині міста Татарбунари з правого берега до річки впадають води трьох великих джерел прісної мінералізованої води, а також нижні водоносні частини декількох балок. Ці три джерела, що б'ють з понтичного водоносного горизонту, дають більшу частину води, що потрапляє до річки Кагач. Крім них, на тому ж правому березі річки є ще три-чотири джерела вище і два-три нижче за течією.
За приблизною оцінкою, сумарний дебет усіх джерел складає понад 10 л/с. Згідно з багаторічними спостереженнями, гідрологічна ситуація району суттєво змінилась після двох землетрусів 1981 і 1990 років. До цього водоносними
була майже вся долина річки, отримуючи воду з п'яти-семи джерел вище за течією. Крім того, внаслідок землетрусів у багатьох власників ділянок правого
берега річки висохли криниці. До цього дебет джерел Кагача складав не менше 20 л/с.
У 70-ті роки ХХ століття водний об'єкт зазнав істотних змін, що вкрай згубно вплинули на його гідрологічний стан: випрямлення, осушення та розорення заплав, поглиблювання, зведення гребель та пересипів. Порушення гідрологічного режиму річки Кагач стало однією з причин зменшення
водності та забруднення криниць міста Татарбунари.
У 2019 році гирло річки було звільнене від пересипів радянських часів, що сприятиме відновлення річкового стоку та екосистем.
Станом на 2023 рік, ми можемо спостерігати її змінення через зміну клімату у цій місцевості. Також неозброєним оком можна побачити що річка через людей стала вкрай забрудненою. 

## Розташування
Витік річки знаходиться вище за течією від однойменного водосховища між селами Нова Олексіївка та Дельжилер. Довжина річки 29,5 км. Впадає до річки Когильник біля міста Татарбунари.
Гирло річки Кагач у верхів'ях лимина Сасик знаходиться на території Дунайського біосферного заповідника.

## Галерея

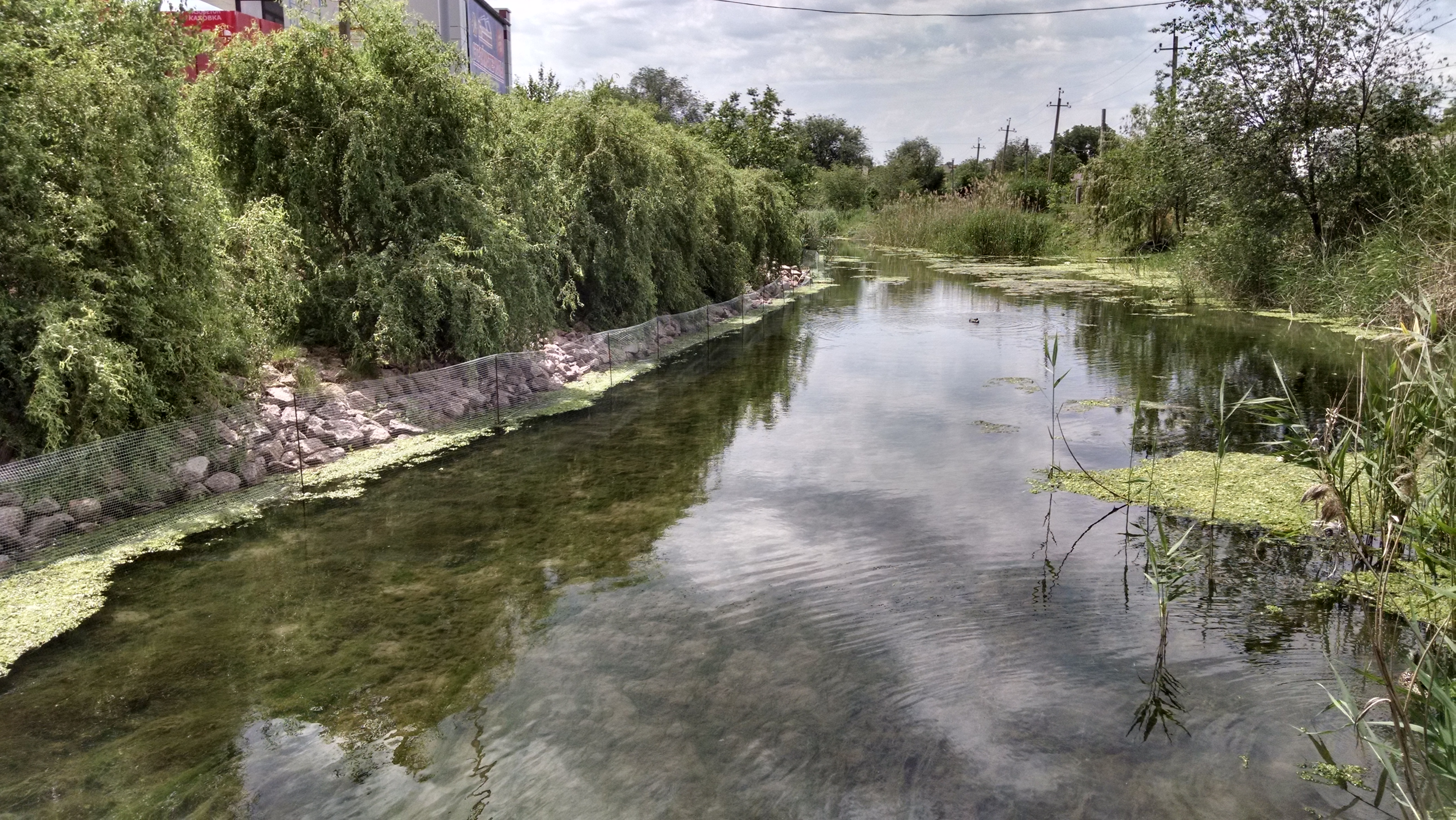
Кагач в межах міста Татарбунари
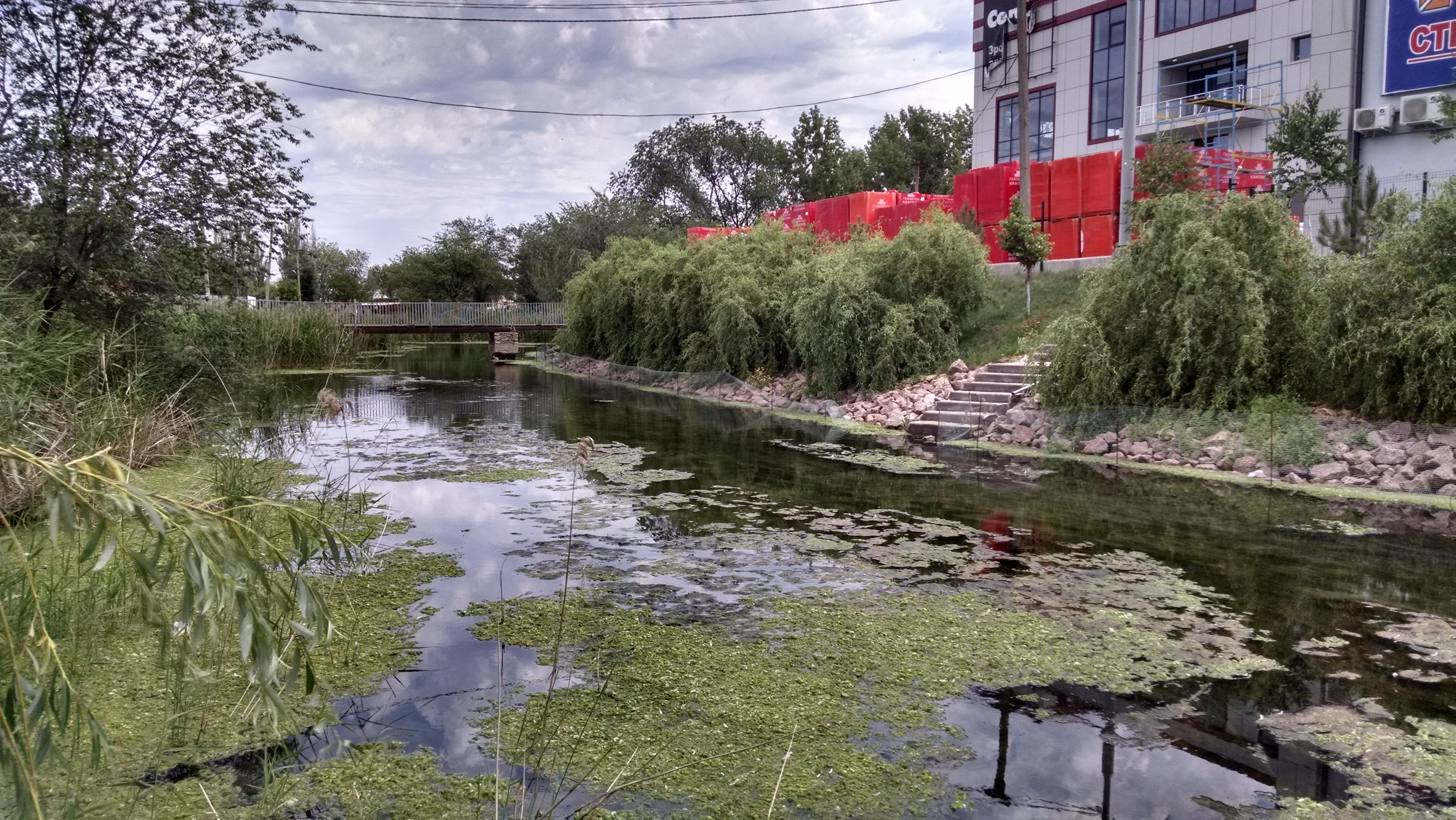
Кагач в межах міста Татарбунари
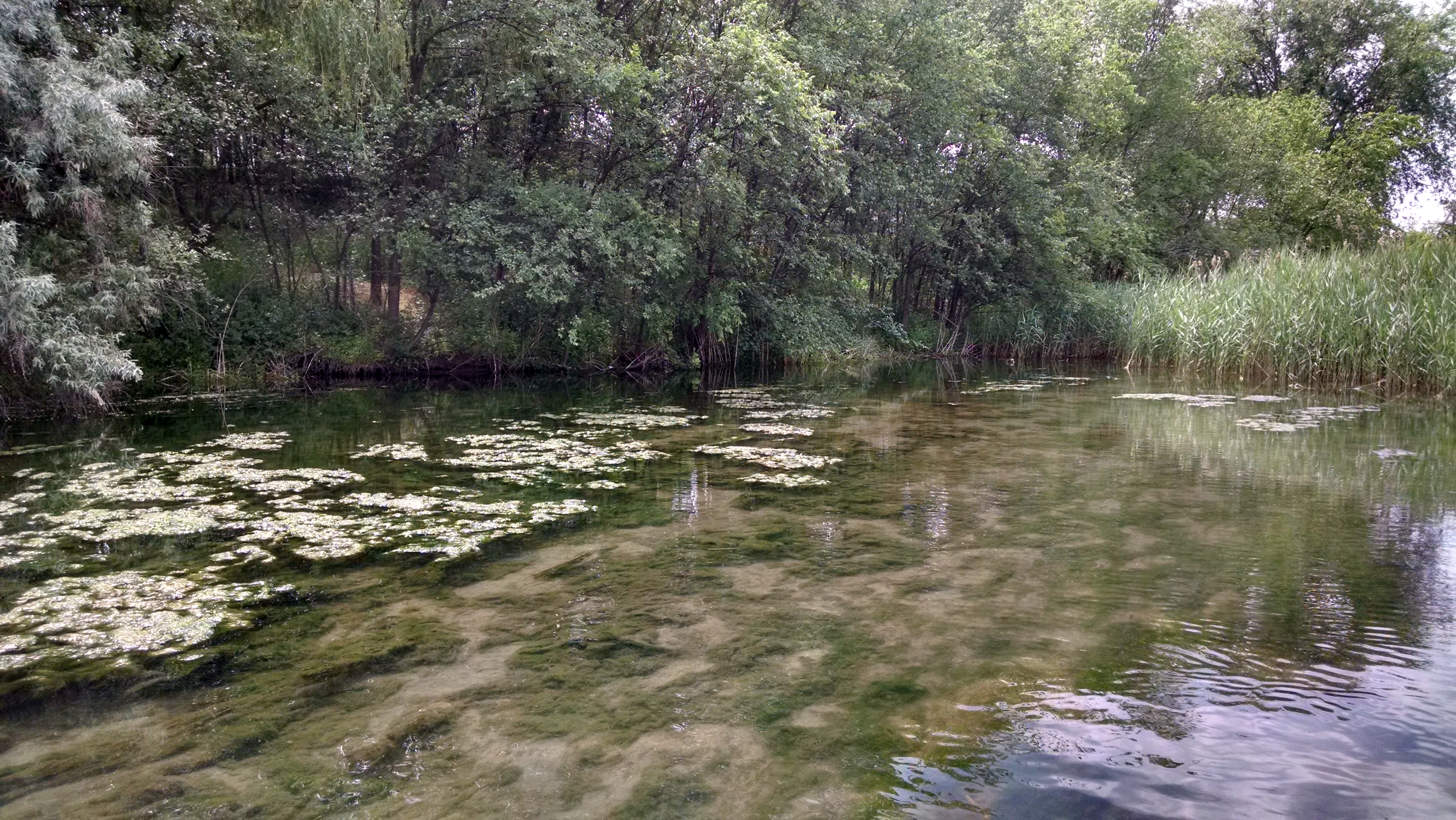
Кагач в межах міста Татарбунари
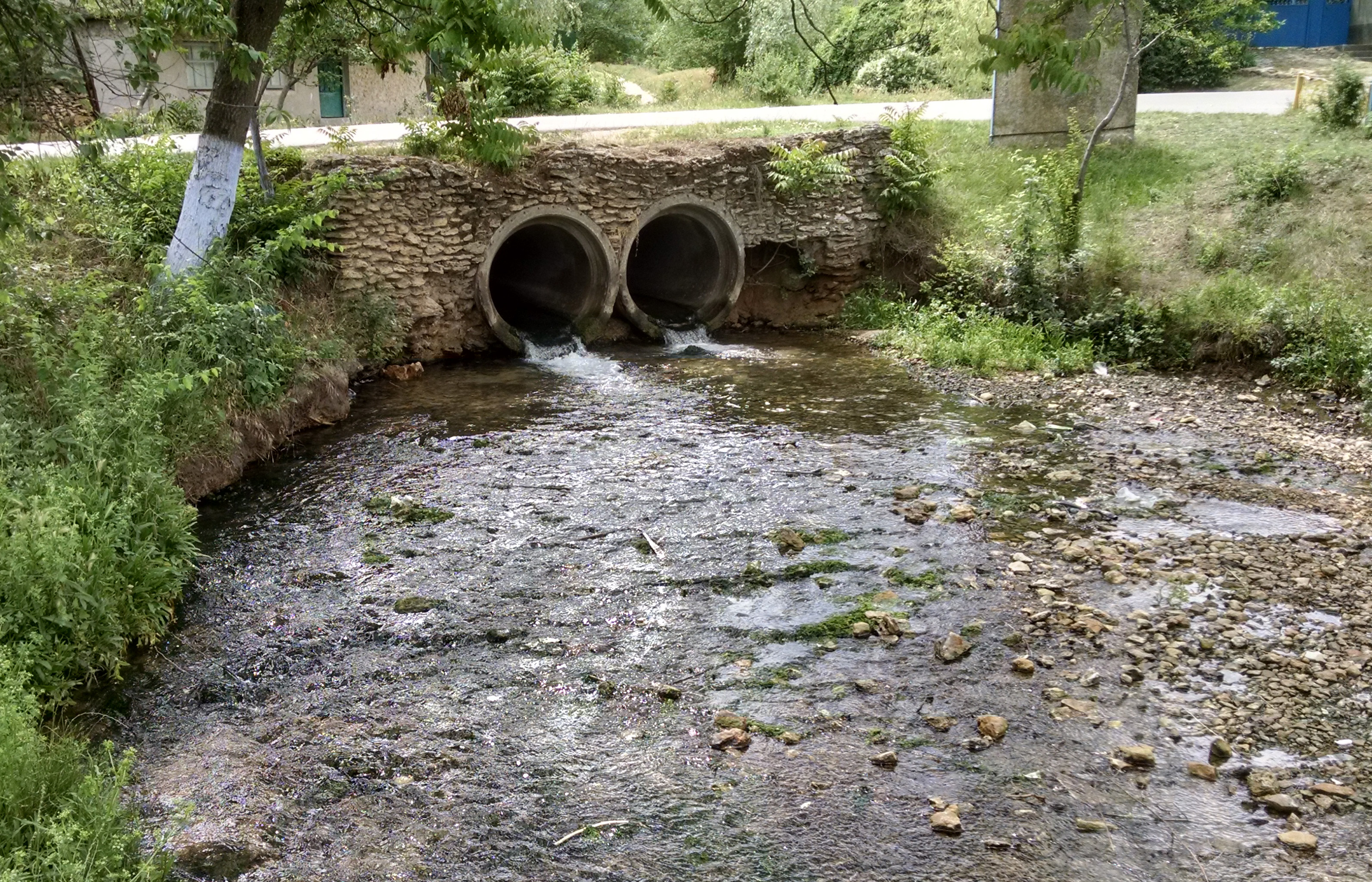
Притока водоносної балки в Кагач
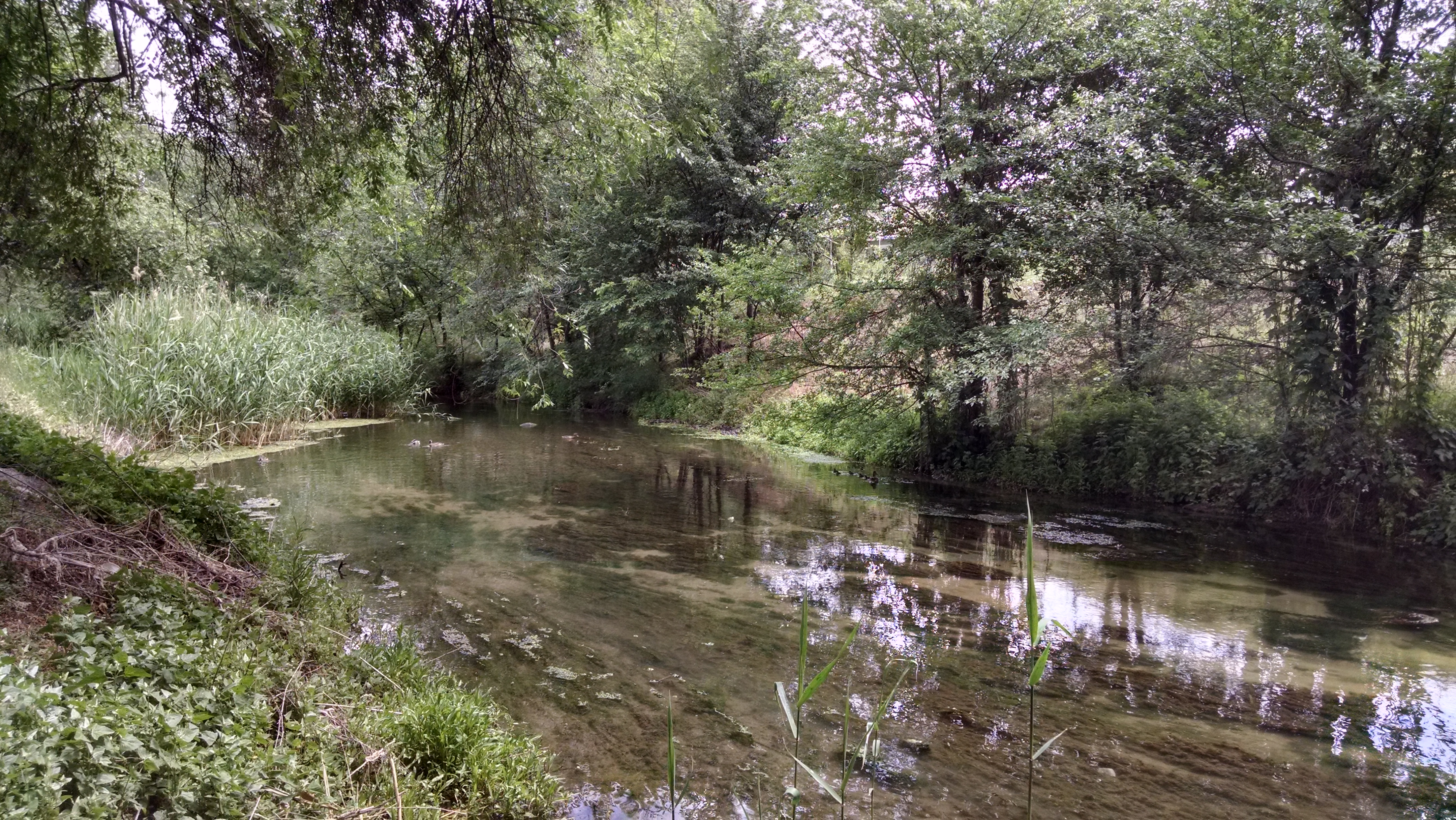
Кагач в межах міста Татарбунари